# Talíria Petrone
Talíria Petrone Soares (Niterói, 9 de abril de 1985) é uma professora, política e ativista brasileira. Exerceu o mandato de vereadora pelo Partido Socialismo e Liberdade (PSOL) na Câmara Municipal de Niterói, tendo sido a mais votada em 2016. Foi eleita deputada federal pelo mesmo partido nas eleições de 2018 e reeleita nas eleições de 2022

## Formação
Filha de músico e de uma professora, Talíria nasceu na Ponta d'Areia, em Niterói. Foi na Zona Norte, no Fonseca onde passou a infância. Formada em História pela Universidade do Estado do Rio de Janeiro (UERJ) e mestra em Serviço Social pela Universidade Federal Fluminense (UFF), foi professora da rede pública de ensino.
Durante a faculdade, trancou o curso de História e foi a Portugal atuar como atleta profissional de vôlei. Retornou após dois anos.
Politicamente, iniciou sua formação e militância em partido em 2012, no PSOL.

## Atuação política
Militante dos direitos humanos, dos direitos da mulher, do movimento negro e dos direitos LGBT há anos, disputou sua primeira eleição em 2012. Em 2016, buscou novamente a eleição, em uma decisão que envolveu a amiga Marielle Franco, onde ambas decidiram concorrer às Câmaras Municipais, Talíria em Niterói e Marielle no Rio. Ambas foram eleitas. Talíria recebeu 5 121 votos, o que fez dela a mais votada naquela eleição. Durante seu mandato como vereadora, presidiu a Comissão de Direitos Humanos da Criança e do Adolescente.
Em 2018, foi eleita para exercer mandato como deputada federal com 107 317 votos, a nona mais votada no estado do Rio de Janeiro. Em 2022, foi reeleita com 198 548 votos, sendo a terceira mais votada do estado.
Em 2021, assumiu a liderança da bancada do PSOL na Câmara dos Deputados.
Em 2017, a então vereadora conseguiu a aprovação, em coautoria com o então vereador Paulo Eduardo Gomes (PSOL), da Lei Municipal nº 3.321 no município de Niterói.

### Ameaças

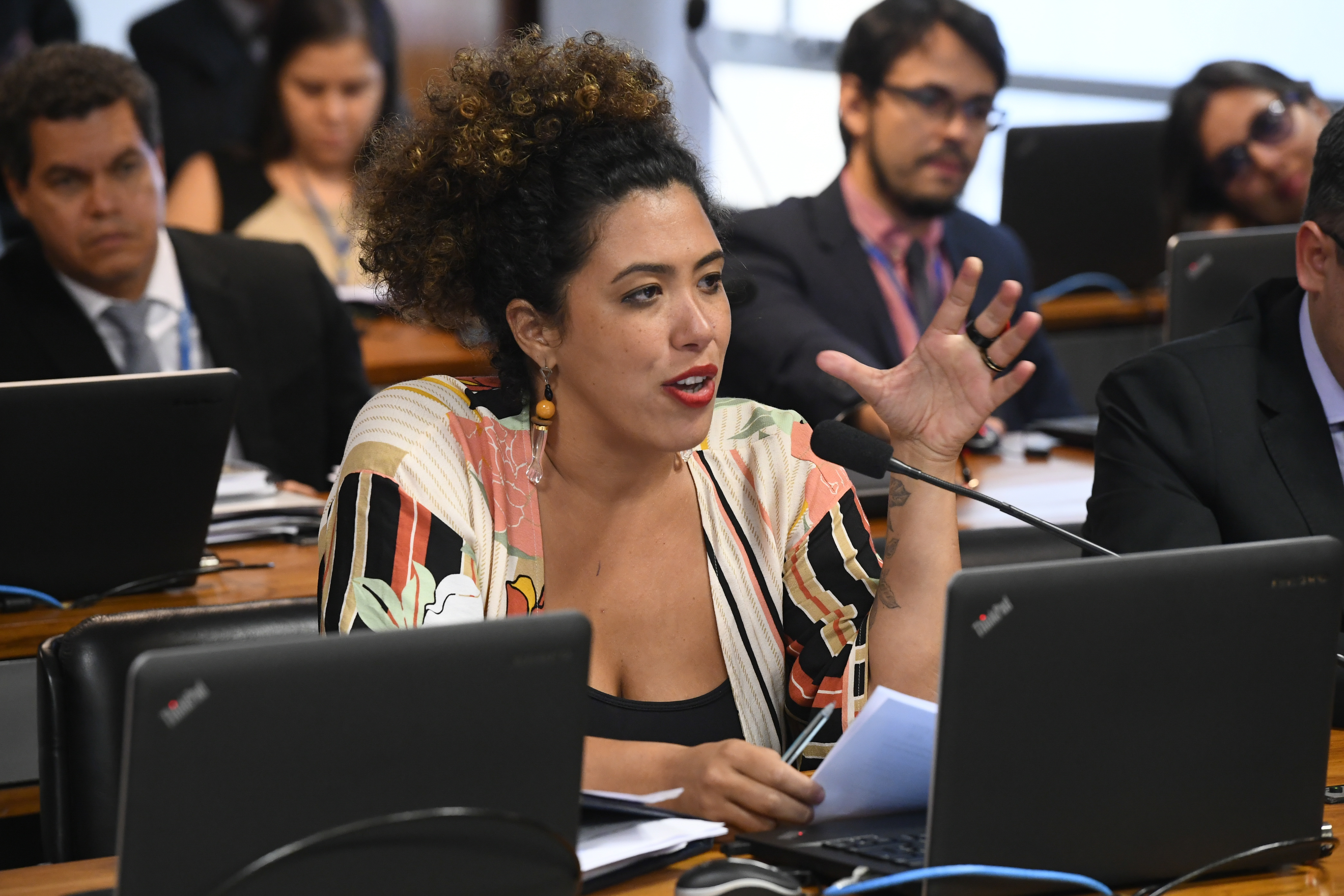
Talíria em atuação no Congresso Nacional

A parlamentar já recebeu ameaças de morte em redes sociais e também em telefonemas para a sede do PSOL na cidade. Nesses contatos, o intimidador dizia que explodiria o local. Os casos foram denunciados para a Polícia Civil.
Em junho de 2019, no exercício do mandato de deputada federal voltou a ser vítima de ameaças de morte. A Polícia Legislativa da Câmara dos Deputados acompanha a parlamentar em todos os ambientes que Talíria frequenta em Brasília, após serem descobertos que um plano contra a vida da parlamentar estaria sendo elaborado desde 2018.

## Desempenho eleitoral
| Ano  | Eleição                    | Cargo            | Partido | Coligação                                                 | Votos   | %      | Resultado  |
| ---- | -------------------------- | ---------------- | ------- | --------------------------------------------------------- | ------- | ------ | ---------- |
| 2012 | Municipal de Niterói       | Vereadora        | PSOL    | Mudança de Verdade (PSOL, PCB)                            | 21      | 0,01%  | Não eleita |
| 2016 | Municipal de Niterói       | Vereadora        | PSOL    | Mudança de Verdade (PSOL, PCB)                            | 5 121   | 2,01%  | Eleita     |
| 2018 | Estadual do Rio de Janeiro | Deputada federal | PSOL    | Mudar é Possível (PSOL, PCB)                              | 107 317 | 1,39%  | Eleita     |
| 2022 | Estadual do Rio de Janeiro | Deputada federal | PSOL    | Federação PSOL REDE                                       | 198 548 | 2,29%  | Eleita     |
| 2024 | Municipal de Niterói       | Prefeita         | PSOL    | Niterói da Esperança (Federação PSOL REDE, PSB, PCB e UP) | 35 498  | 12,65% | Não eleita |

## Controvérsia

### Elogio a Vladimir Lênin
Em janeiro de 2020, Talíria Petrone fez postagens em redes social elogiando o comunismo. Mais tarde, Tatiana Dias e Rafael Moro Martins publicaram um artigo no The Intercept comentando a postura dela e de outros políticos que se envolveram em controvérsias por elogiar ditadores: "Elogiar ditadores é a melhor maneira de a esquerda continuar perdendo (...) Também teve uma ala do PSOL que resolveu exaltar Vladímir Lênin (Sic) nesta semana, em lembrança ao aniversário de 96 anos da morte do comunista, um dos líderes da Revolução Russa de 1917 e o primeiro governante da União Soviética. A deputada Talíria Petrone, do PSOL carioca, o elogiou 'pelo exemplo e pelos escritos'. Se entregou de bandeja para a direita, que mais uma vez alimentou o fantasma anticomunista que acaba tragando a todos nós."